# Wolfgang Heinz (criminologo)
Wolfgang Heinz (Pforzheim, 23 aprile 1942) è un criminologo tedesco.

## Biografia
Wolfgang Heinz ha studiato legge a Friburgo e conseguito il dottorato nel 1972 con una tesi su "Le determinanti della volontà di segnalare la vittima." Nel 1975/76 ha conseguito la abilitazione con una tesi su "Statistica della criminalità - lo sviluppo e lo stato, problemi e prospettive". Dopo aver lavorato come Research Council, è stato Professore alla Università di Augusta (1976) e Costanza (1976-1978) ed è stato dal 1978 professore presso l'Università di Bielefeld e dal 1981 Professore di Criminologia e Diritto Penale presso la Facoltà di Giurisprudenza dell'Università di Costanza.
Il suo campo di ricerca è vasto: criminologia empirica e criminale ricerca empirica legale, soprattutto Delinquenza minorile e giustizia minorile, ricerca comparativa e ricerca-azione, soprattutto nella zona grigia, i crimini dei colletti bianchi e colletti blu, le statistiche penali e giudiziarie, nonché la Vittimologia.
A Costanza ha costruito un inventario di tendenze criminali (Constance Inventario research), oltre ai dati pubblicati e non pubblicati dalla statistica criminale della polizia tedesca e le attività di monitoraggio da preparare e mettere a disposizione per la ricerca. Dal Governo federale Heinz è stato nominato come membro del gruppo scientifico "Rapporto della rivista".